# 查干花种畜场
查干花种畜场是中华人民共和国吉林省松原市前郭尔罗斯蒙古族自治县下辖的一个类似乡级单位。

## 行政区划
下辖以下地区：
查干花种畜场虚拟生活区。